# Qiang du Nord
Le qiang du Nord est une langue tibéto-birmane parlée dans la province de Sichuan en Chine.

## Répartition géographique
Le qiang du Nord est parlé dans les xian de Heishui, de Songpan, ainsi que dans certaines parties du xian de Mao. Ces xians sont rattachés à la préfecture autonome tibétaine et qiang d'Aba.

## Classification interne
Le qiang du Nord est une des deux langues qiang, aux côtés du qiang du Sud. Elles font partie des langues qianguiques rattachées au na-qianguique, un groupe du tibéto-birman.

## Écriture
Un dialecte qiang du Nord, le yadu dans sa forme parlée à Qugu, a servi à la fin des années 1980 à développer une langue écrite pour les Qiang. La langue littéraire s'écrit avec l'alphabet latin.

## Dialectes
Les dialectes suivants sont recensés par les bases de donnés linguistiques Ethnologue et Glottolog : Cimulin, Luhua, Weigu, Yadu,. Ethnologue recense en plus le  Mawo.